# Phyllacanthus
Genre
Phyllacanthus est un genre d'oursins de la famille des Cidaridae.

## Description

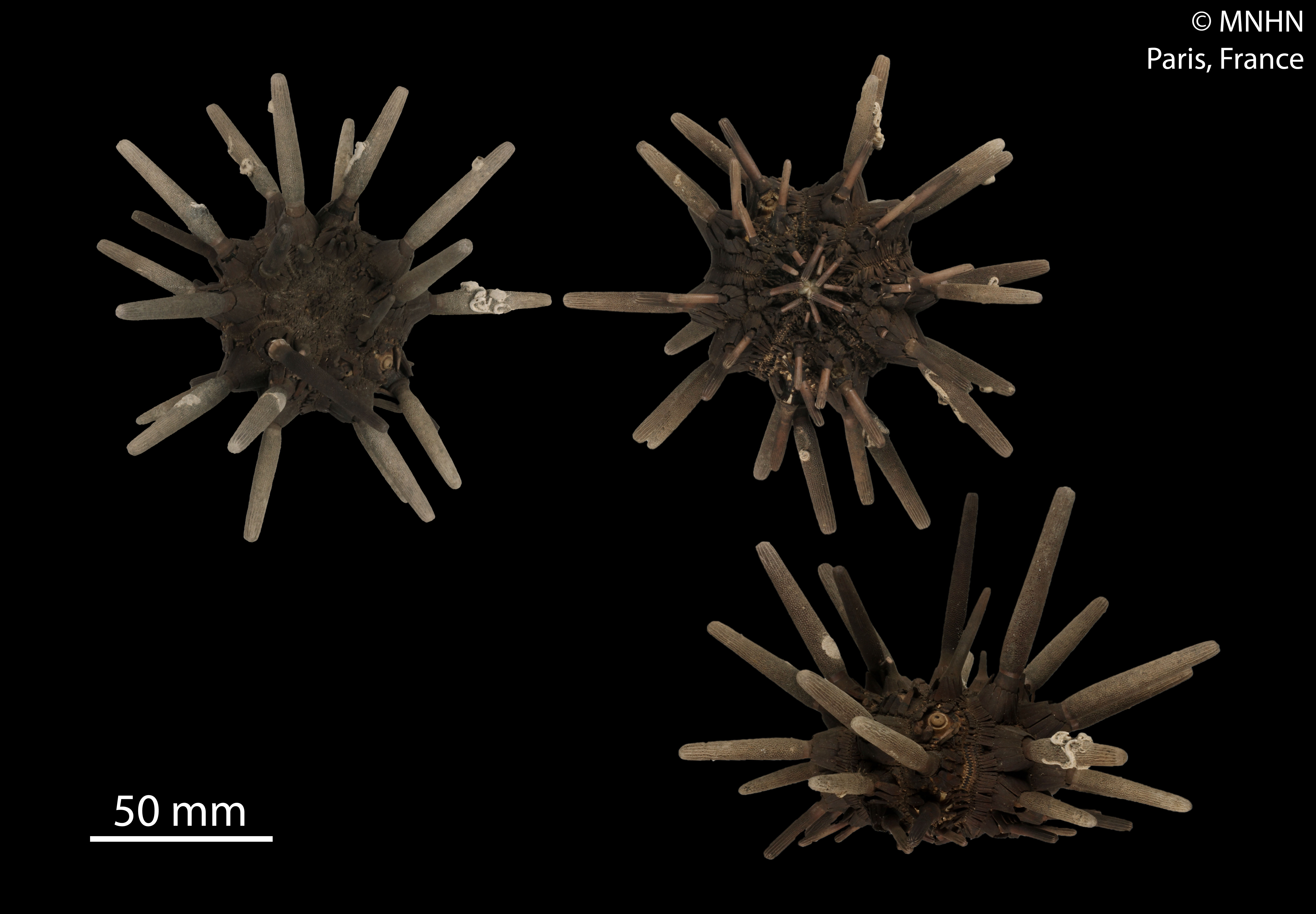
Phyllacanthus parvispinus (MNHN)

Ce sont des oursins réguliers : le test (coquille) est arrondi, avec le péristome (bouche) située au centre de la face orale (inférieure) et le périprocte (appareil contenant l'anus et les pores génitaux) à l'opposé, au sommet de la face aborale (supérieure).
Le test est épais. Les radioles primaires sont massives, fusiformes mais généralement non pointues ; elles peuvent être finement granulées, mais pas crénelées. Les radioles secondaires sont courtes et aplaties. Le disque apical est petit et dicyclique, alors que le péristome est large. Les plaques interambulacraires sont disposées en séries de 5 à 9 plaques, et portent des tubercules primaires perforés et non crénulés sur des aréoles incisées. Les ambulacres sont typiquement sinueux, avec des paires de pores horizontales et bien développées ; les pores sont très séparés mais joints.

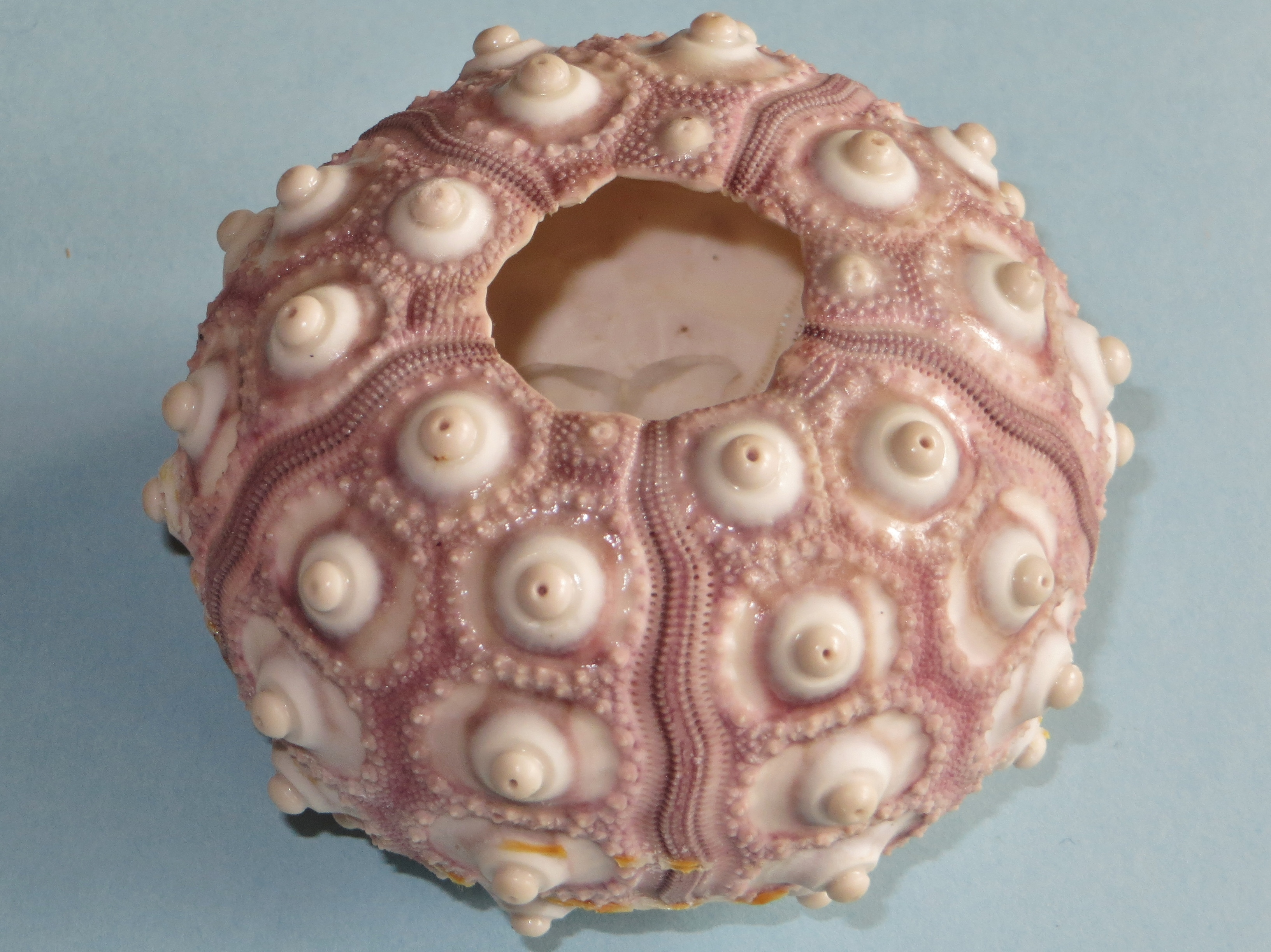
Test de Phyllacanthus imperialis.

Ce genre est apparu à l'oligocène supérieur.

## Dénomination
Le genre a été décrit par le naturaliste russe Johann Friedrich von Brandt en 1835 sous le nom de Phyllacanthus. C'est un synonyme de Leiocidaris (Desor, 1855).

## Taxinomie
Liste des espèces selon World Register of Marine Species (23 février 2015) :
- Phyllacanthus dubius Brandt, 1835 -- Archipel d'Ogasawara
- Phyllacanthus forcipulatus Mortensen, 1936 -- Océan Indien
- Phyllacanthus imperialis (Lamarck, 1816) -- Indo-Pacifique
- Phyllacanthus irregularis Mortensen, 1928 -- Australie méridionale
- Phyllacanthus longispinus Mortensen, 1918 -- Australie (nord-ouest)
- Phyllacanthus magnificus H.L. Clark, 1914 -- Australie occidentale
- Phyllacanthus parvispinus Tension Woods, 1878 -- Australie sud-orientale et Nouvelle-Zélande
- Phyllacanthus clarkii †
- Phyllacanthus duncani Chapman & Cudmore, 1934 †
- Phyllacanthus serratus Philip, 1963 †
- Phyllacanthus texanus Whitney & Kellum, 1966 †
- Phyllacanthus titan Fell, 1954 †
- Phyllacanthus tylotus H. L. Clark, 1945 †
- Phyllacanthus tysoni Whitney & Kellum, 1966 †
- Phyllacanthus wellmanae Fell, 1954 †

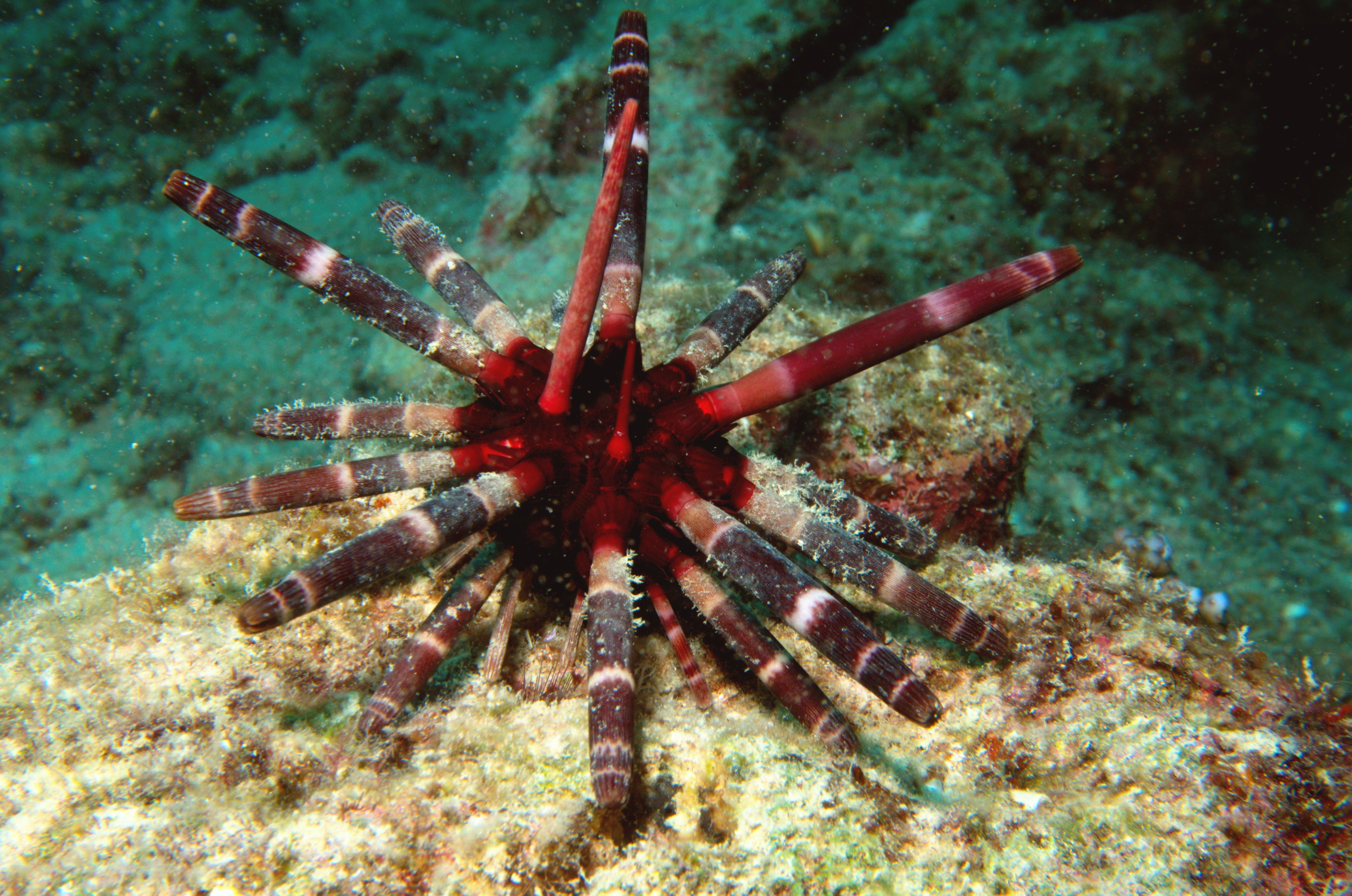
Phyllacanthus imperialis.
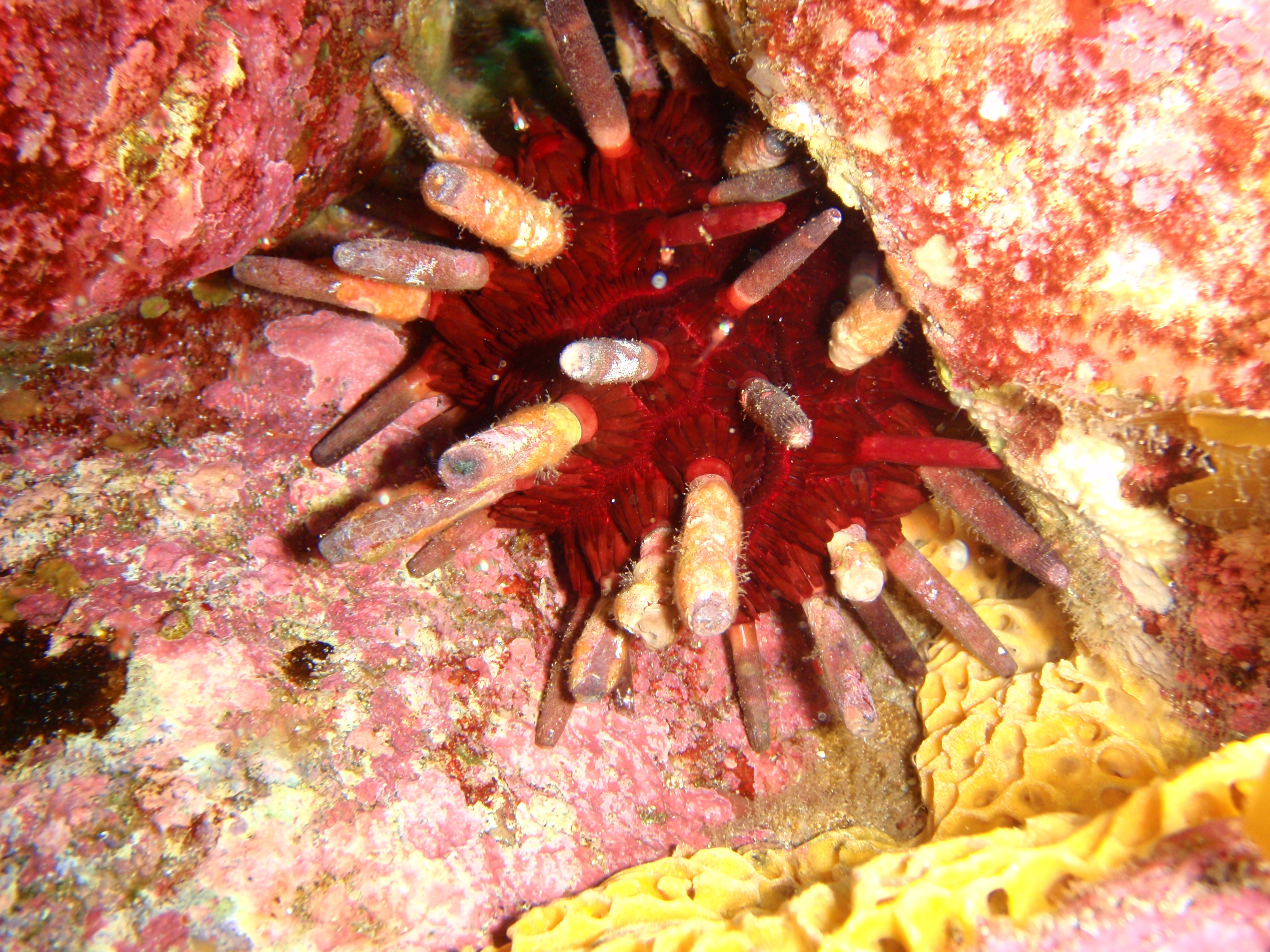
Phyllacanthus irregularis.
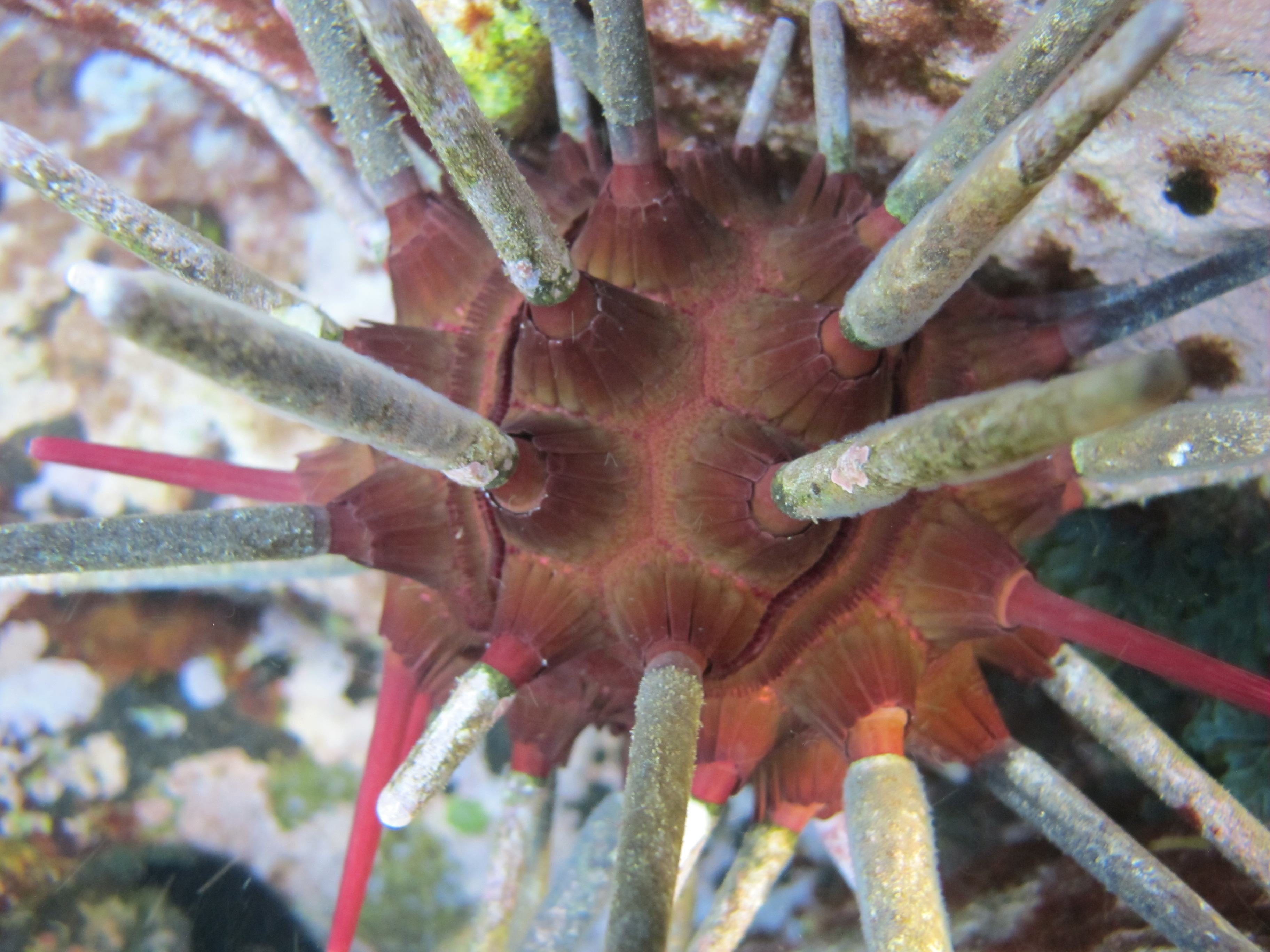
Phyllacanthus parvispinus.

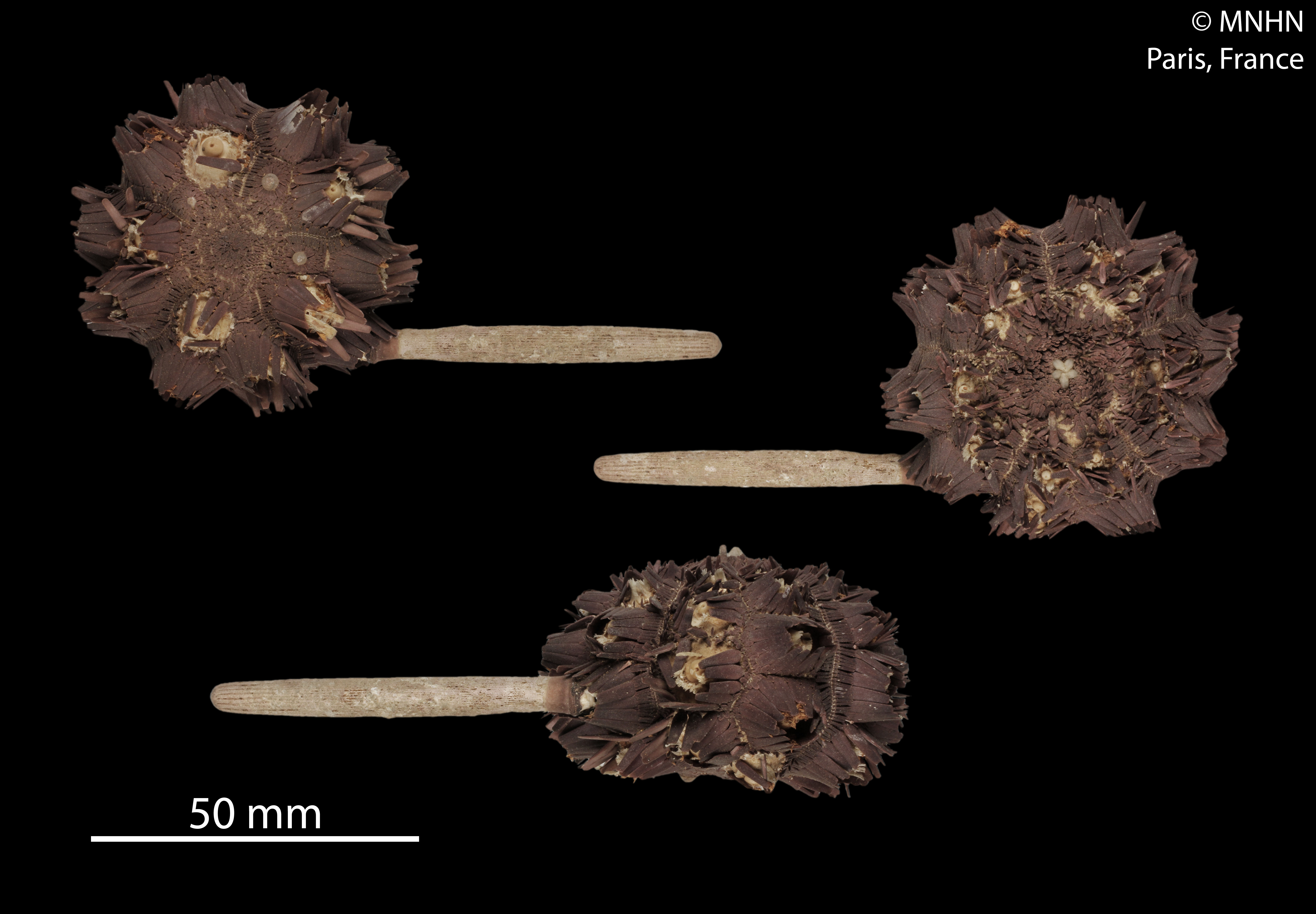
Phyllacanthus dubius (MNHN)
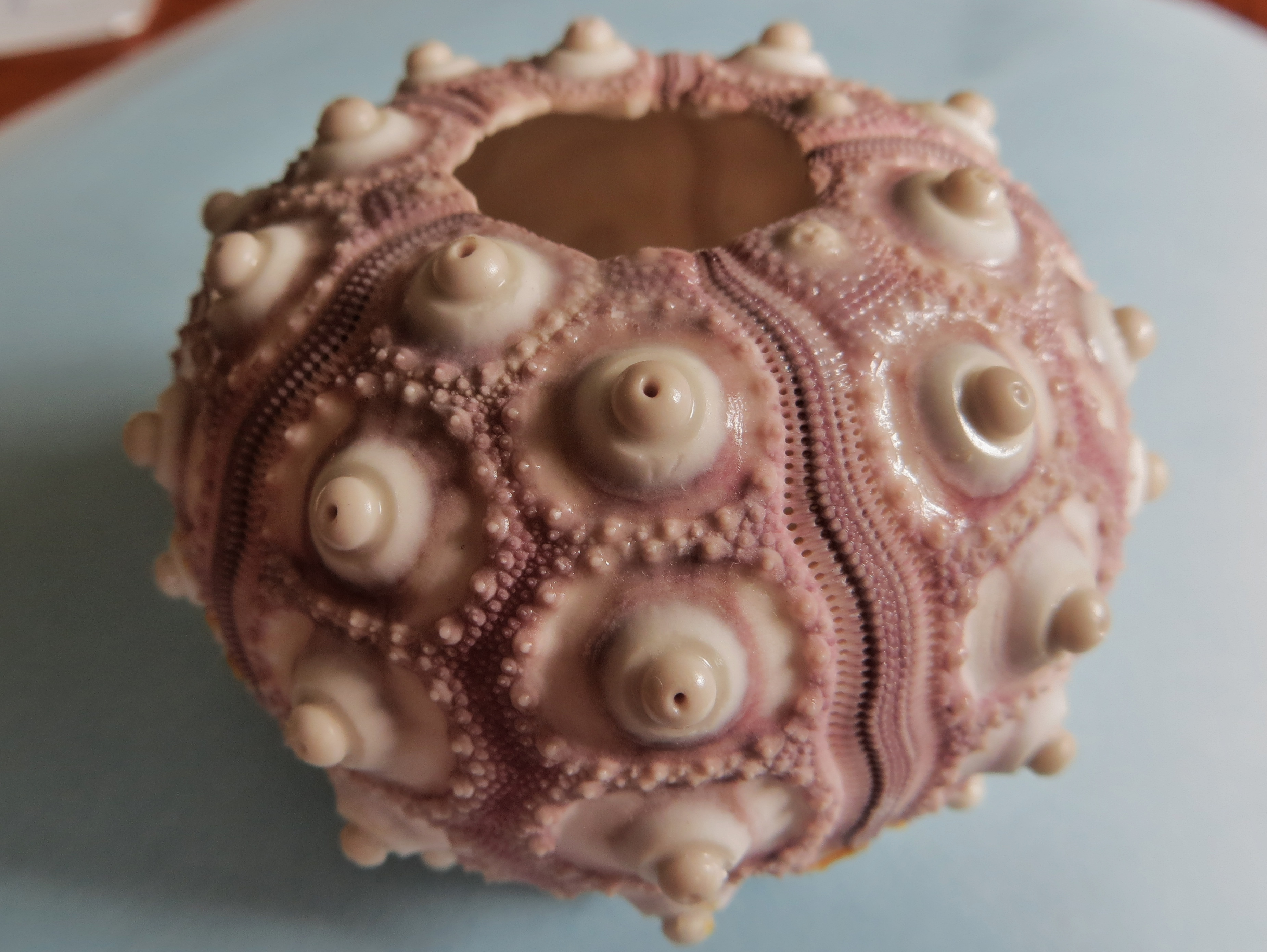
Phyllacanthus imperialis
Phyllacanthus irregularis
Phyllacanthus longispinus
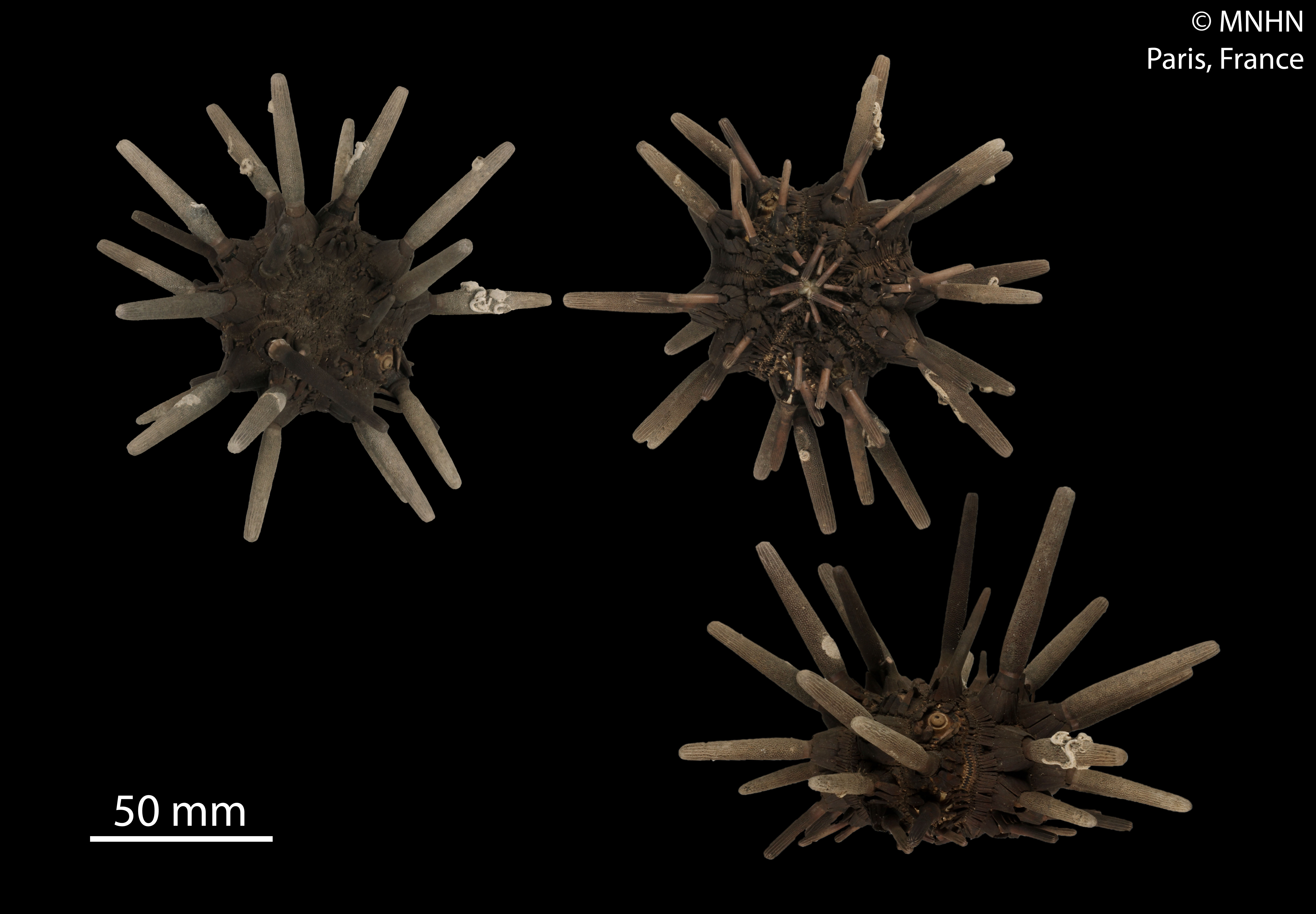
Phyllacanthus parvispinus
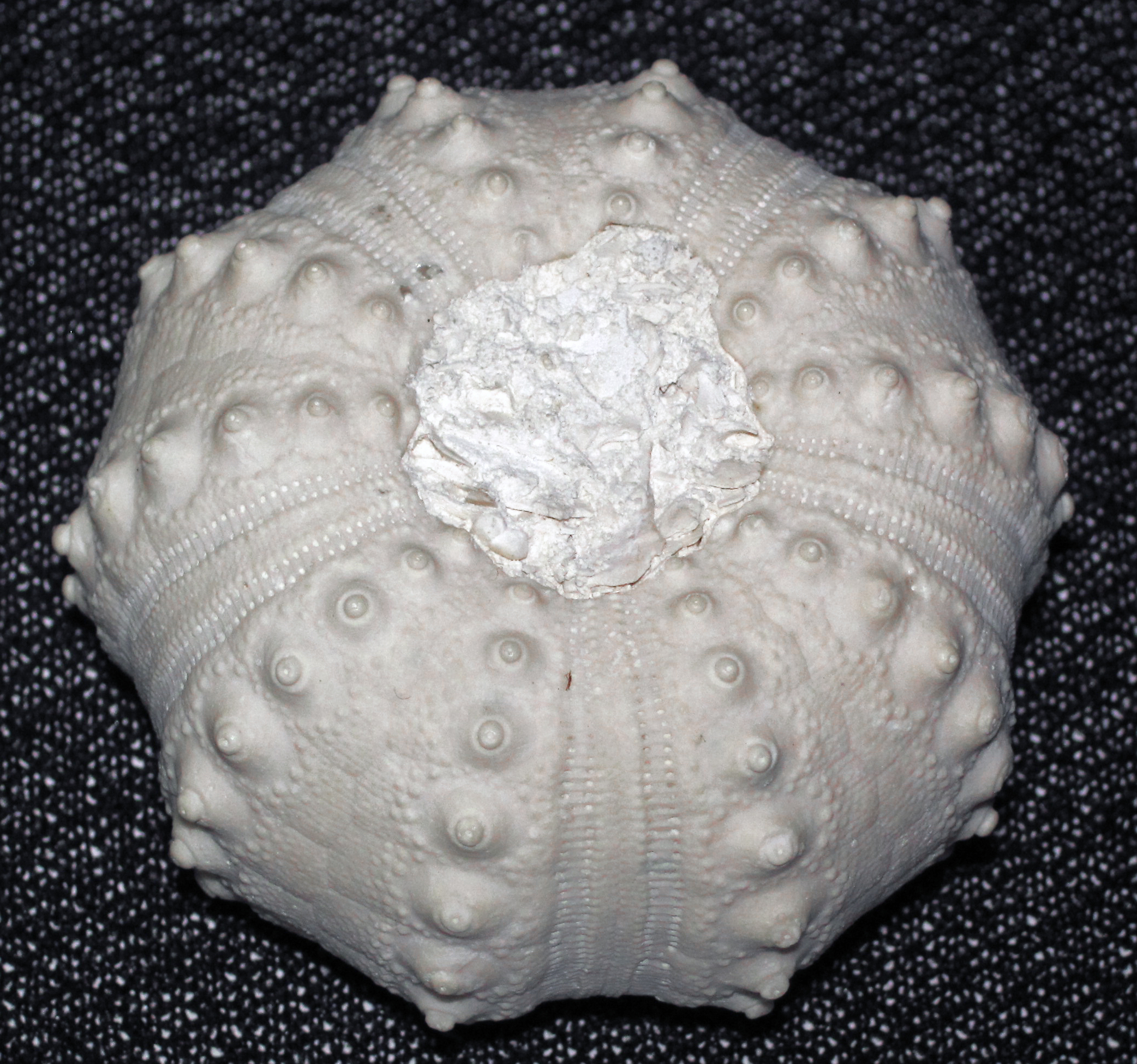
Fossile de Phyllacanthus mortoni (Eocène)